# 주디 셰퍼드-케글
주디 셰퍼드-케글(Judy Shepard-Kegl, 1953년 6월 20일 ~ )은 미국의 언어학자로 수화 연구에 특별한 공헌을 남겼다. 니카라과 수화를 연구한 것이 유명하다